# Niko Ott
Niko Ott (* 9. Juli 1945 in Konstanz) ist ein ehemaliger deutscher Ruderer.
1967 war Niko Ott zusammen mit Peter Berger Deutscher Meister im Zweier mit Steuermann. Bei der Vorolympischen Regatta in Mexiko-Stadt saß er im siegreichen Vierer mit Steuermann und im Achter.
Bei den Olympischen Spielen 1968 trat er im Vierer mit Steuermann an zusammen mit Peter Berger, Udo Brecht, Hans-Johann Färber und Steuermann Stefan Armbruster. Als Fünfte des ersten Halbfinales konnte sich das Team nicht für das Finale qualifizieren. Zum kleinen Finale trat man nicht an, weil zwei Ruderer erkrankt waren. 
Der von Karl Adam betreute Deutschland-Achter hingegen hatte sich souverän für das Finale qualifiziert. Aber auch hier gab es einen Ausfall, denn Roland Boese war erkrankt und konnte im Finale nicht antreten. Für ihn wurde Niko Ott in den Achter gesetzt und mit dem Ersatzmann gewann der Achter Gold vor den Teams aus Australien und aus der Sowjetunion. Niko Ott schenkte seine Goldmedaille nach der Siegerehrung Roland Boese. Das deutsche NOK bemühte sich dann mit Unterstützung des IOC um eine Anerkennung. Für Niko Ott wurde eine Medaille nachgeprägt, die ihm in Frankfurt a. M. feierlich überreicht wurde.
Außerdem erhielt er am 27. November 1968 das Silberne Lorbeerblatt.